# Distrikt Huayllay

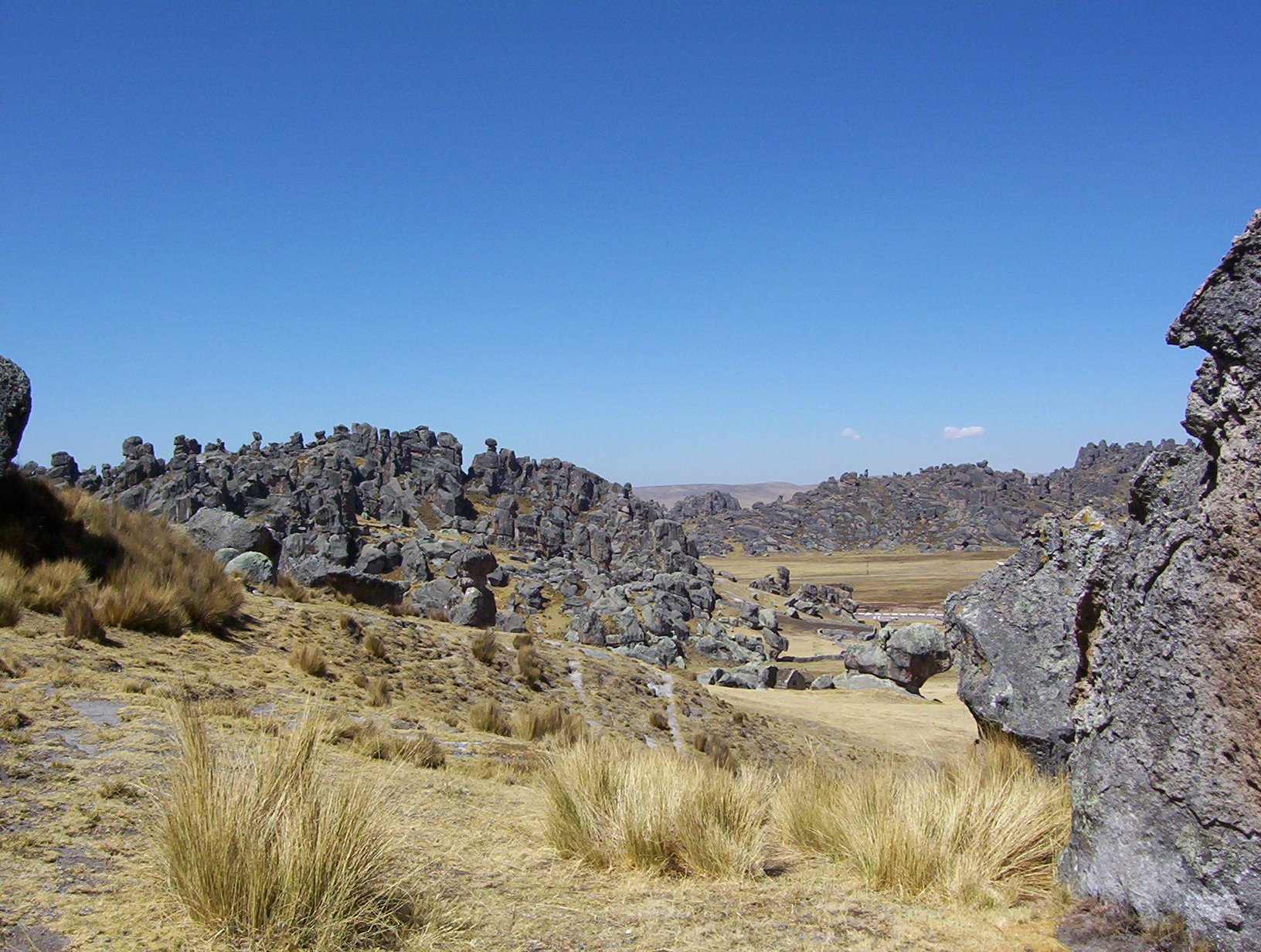
Felsformation im Nationalen Schutzgebiet Huayllay

Der Distrikt Huayllay liegt in der Provinz Pasco der Region Pasco in Zentral-Peru. Der Distrikt hat eine Fläche von 1026,87 km². Beim Zensus 2017 lebten 9577 Einwohner im Distrikt. Im Jahr 1993 lag die Einwohnerzahl bei 8355, im Jahr 2007 bei 10.617. Die Distriktverwaltung befindet sich in der 4310 m hoch gelegenen Stadt Huayllay mit 6736 Einwohnern (Stand 2017).

## Geographische Lage
Der Distrikt Huayllay liegt im Südwesten der Provinz Pasco im Andenhochland, etwa 140 km nordöstlich der Landeshauptstadt Lima. Der Distrikt wird über den Río Mantaro, der entlang der östlichen Distriktgrenze in südliche Richtung fließt, entwässert. Die westliche Distriktgrenze bildet die kontinentale Wasserscheide, die entlang der peruanischen Westkordillere verläuft. Im Distrikt gibt es zahlreiche Seen, darunter der Lago Punrun im Norden, der Lago Huaraoncocha im Südwesten sowie der Lago Yanacocha im Südosten. Im Distrikt Huayllay befinden sich mehrere Minen, in denen Erze abgebaut werden, darunter die Chungar-Mine der Volcan Compañía Minera im Südwesten des Distrikts. Die 1955 stillgelegte Vanadium-Mine Minas Ragra im äußersten Westen des Distrikts ist Typlokalität der Minerale Hewettit und Pascoit. Im Nordosten des Distrikts befindet sich das Santuario Nacional de Huayllay.
Der Distrikt Huayllay grenzt im Westen an die Distrikte Santa Leonor (Provinz Huaura) und Oyón (Provinz Oyón), im Norden an den Distrikt Simón Bolívar, im Osten an die Distrikte Vicco und Ondores (Provinz Junín) sowie im Süden an den Distrikt Santa Bárbara de Carhuacayán (Provinz Yauli).